# 65685 Беринг
65685 Бе́ринг (65685 Behring) — астероїд головного поясу, відкритий 10 жовтня 1990 року.
Тіссеранів параметр щодо Юпітера — 3,346.